# Sara González Lolo
Sara González Lolo, coneguda esportivament com Sara Lolo, (Gijón, Astúries, 17 de març de 1992) és una jugadora d'hoquei sobre patins asturiana.
Es formà al planter del Club Patín Gijón Solimar, amb el qual debutà a la màxima categoria nacional als quinze anys. Des d'aleshores ha competit amb el club asturià tota la seva carrera esportiva, aconseguint la majoria dels títols de l'entitat, destacant cinc Copes d'Europa (2009, 2010, 2012, 2018, 2023), cinc OK Lligues (2008-09, 2016-17, 2017-18, 2022-23, 2024-25), cinc Copes de la Reina (2012, 2013, 2016, 2019, 2023) i una Supercopa espanyola (2022-23). Internacional amb la selecció espanyola en categories inferiors, guanyà el Campionat d'Europa sub-19 (2009) i sub-20 (2010). Amb l'absoluta s'ha proclamat campiona del Món en tres ocasions (2016, 2017, 2019) i quatre d'Europa (2013, 2015, 2018, 2021, 2023). El maig de 2025 anuncià la seva retirada esportiva al final de la temporada 2024-25.
Entre d'altres reconeixements, fou escollida Millor esportista asturiana de l'any 2017.

## Palmarès
Clubs
- 5 Lligues europees d'hoquei sobre patins femenina: 2009, 2010, 2012, 2018, 2023
- 5 Lligues espanyoles d'hoquei sobre patins femenina: 2008-09, 2016-17, 2017-18, 2022-23, 2024-25
- 5 Copes espanyoles d'hoquei sobre patins femenina: 2012, 2013, 2016, 2019, 2023
- 1 Supercopa espanyola d'hoquei sobre patins femenina: 2022-23
- 1 Lliga Interautonòmica espanyola d'hoquei sobre patins femenina: 2007-08

Selecció espanyola
- 4 medalles d'or al Campionat del Món d'hoquei patins femení: 2016, 2017, 2019, 2024
- 2 medalles d'argent al Campionat del Món d'hoquei patins femení: 2012, 2022
- 5 medalles d'or al Campionat d'Europa d'hoquei patins femení: 2013, 2015, 2018, 2021, 2023